# Kumasi
Kumasi är den näst största staden i Ghana, efter huvudstaden Accra, och är den administrativa huvudorten för Ashantiregionen. Kumasi har cirka 2,6 miljoner invånare i storstadsområdet och ligger i den centrala delen av landet, omkring 250 km från huvudstaden Accra. Staden är omnämnd som "Garden City of West Africa" på grund av den varierande floran i området.
I Kumasi finns Västafrikas största marknad, med runt 10 000 handelsbodar eller stånd.[källa behövs] Omkring 32 kilometer sydost om Kumasi ligger kratersjön Lake Bosomtwe, som är den största naturliga insjön i Ghana.
Den 29 juni 2012 omformades en del av Kumasis östra delar till en separat kommun, Asokore Mampong. Kumasi krympte därmed med 24 km² och över 300 000 invånare.

## Demografi
Den största etniska gruppen är ashanti (cirka 80 procent av befolkningen), Ett par andra betydande folkgrupper är Mole Dagbon-folket och Ewefolket.
Vid folkräkningen 2010 var 84,5 % av befolkningen kristna och 11,2 % muslimer. Ett mindre antal invånare tillhör de traditionella religionerna i Ghana.

## Kända personer från Kumasi
- Kofi Annan